# G. John Ikenberry

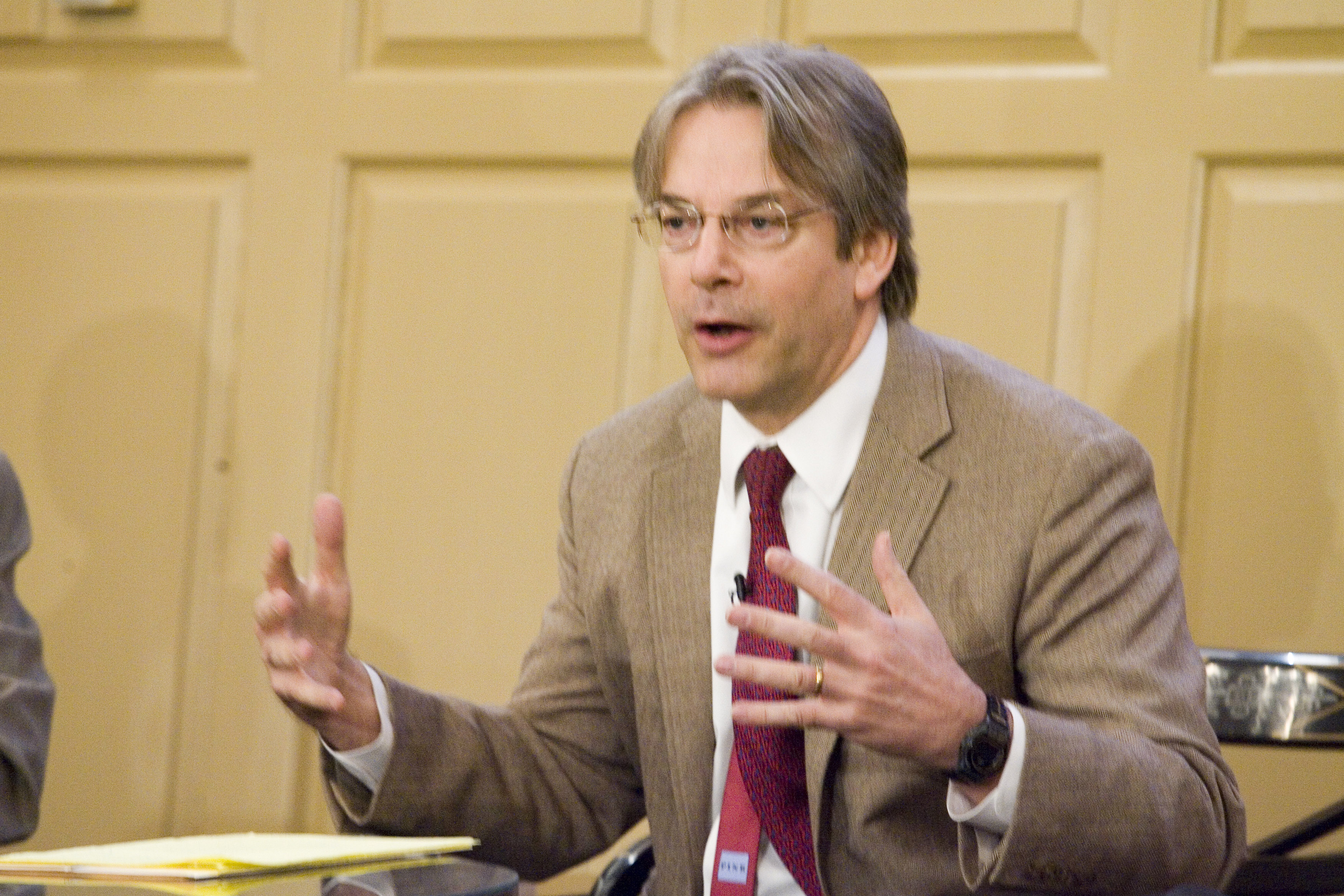
G. John Ikenberry, 2011

Gilford John Ikenberry (* 5. Oktober 1954) ist ein US-amerikanischer Politikwissenschaftler, der als Professor an der Princeton University lehrt. Er zählt zu den Vertretern des ökonomischen Realismus und Neorealismus in den Internationalen Beziehungen.
Ikenberry machte seinen Bachelor-Abschluss in Politikwissenschaft und Philosophie 1976 am Manchester College in North Manchester, Indiana, das Master-Examen (Politikwissenschaft) 1978 an der University of Chicago, wo er 1985 zum Ph.D. promoviert wurde. Von 1984 bis 1992 folgte eine Assistenzprofessur an der Princeton University. Zugleich war er 1991/92 Mitarbeiter des US-Außenministeriums (Policy Planning). 1992/93 war er für eine der Carnegie-Stiftungen (Carnegie Endowment for International Peace) tätig. Danach wirkte er von 1994 bis 2000 als Dozent an der University of Pennsylvania. Es folgte ab 2000 die Peter F. Krogh Professur of Geopolitics and Global Justice an der Edmund A. Walsh School of Foreign Service an der Georgetown University und seit 2004 die Albert G. Milbank Professur of Politics and International Affairs an der Princeton University. Seit den 1990er-Jahren bespricht er regelmäßig Bucherscheinungen auf Foreign Affairs.
2016 wurde Ikenberry in die American Academy of Arts and Sciences aufgenommen.

## Schriften (Auswahl)
- mit Daniel Deudney, Karoline Postel-Vinay (Hrsg.): Debating Worlds: Contested Narratives of Global Modernity and World Order. Oxford University Press, New York 2023, ISBN 978-0-19-767930-2.
- mit Michael D. Gordin (Hrsg.): The Age of Hiroshima. Princeton University Press, Princeton 2020, ISBN 978-0-691-19344-1.
- A world safe for democracy. Liberal internationalism and the crises of global order. Yale University Press, New Haven 2020, ISBN 978-0-300-23098-7.
- After victory. Institutions, strategic restraint, and the rebuilding of order after major wars. 2. Auflage, Princeton University Press, Princeton 2019, ISBN 978-0-691-19284-0.
- mit Joseph M. Grieco und Michael Mastanduno: Introduction to international relations. Enduring questions and contemporary perspectives. Palgrave Macmillan Education, New York 2015, ISBN 978-1-137-39880-2.
- Liberal leviathan. The origins, crisis, and transformation of the American world order. Princeton University Press, Princeton 2011, ISBN 978-0-691-12558-9.
- The crisis of American foreign policy. Wilsonianism in the twenty-first century. Princeton University Press, Princeton 2009, ISBN 978-0-691-13969-2.
- mit Joseph M. Grieco: State power and world markets. The international political economy. W.W. Norton & Co., New York 2003, ISBN 0-393-97419-7.